# Garrido Fino
Garrido Fino ist eine autochthone Weißweinsorte Spaniens. Sie wird in kleinen Mengen im Weinbaugebiet Condado de Huelva in Andalusien kultiviert. In den 1990er Jahren wurde in Spanien eine bestockte Rebfläche von 404 Hektar erhoben.
Die spätreifende Sorte ist schon seit langem in Andalusien bekannt und wird wegen ihrer robusten Schale auch gerne als Tafeltraube genutzt. In der Provinz Huelva gibt es auch die nicht verwandte Sorte Garrido Macho.

## Synonyme
Garrido Fino ist auch unter den Namen Charrido Fino, Garrido Fino de Villanueva, Garrio Fino und  Palomino Garrio bekannt.

## Ampelographische Sortenmerkmale
In der Ampelographie wird der Habitus folgendermaßen beschrieben:
- Die Triebspitze ist offen. Sie ist weißwollig behaart. Die grünen Jungblätter sind leicht wollig behaart und bronzefarbenen gefleckt (Anthocyanflecken).
- Die mittelgroßen und vergleichsweise dicken Blätter sind fünflappig und mitteltief gebuchtet (siehe auch den Artikel Blattform). Die Stielbucht ist lyren-förmig offen. Die Blattoberfläche (auch Blattspreite genannt) ist blasig derb.
- Die kegel- bis walzenförmige Traube ist groß (ca. 25 cm lang), geschultert und mäßig dichtbeerig. Die rundlichen oder leicht elliptischen Beeren sind groß und von bernsteinfarbenem Gelb.

Die Rebsorte reift fast 30 – 35 Tage nach dem Gutedel. Sie gilt somit als spät reifend. Garrido Fino ist eine Varietät der Edlen Weinrebe (Vitis vinifera). Sie besitzt zwittrige Blüten und ist somit selbstfruchtend. Beim Weinbau wird der ökonomische Nachteil vermieden, keinen Ertrag liefernde, männliche Pflanzen anbauen zu müssen.